# Coagulopatie
Le coagulopatie sono malattie ematologiche caratterizzate da alterazioni nel meccanismo di coagulazione del sangue.
I traumi possono essere causa di coagulopatie.
Il processo di coagulazione del sangue richiede l'intervento di diverse proteine il cui effetto è l'arresto del sanguinamento. La mancanza totale o parziale di una di queste proteine può provocare la comparsa di sanguinamenti che possono variare da lievi (sanguinamenti dal naso, del cavo orale e dopo chirurgia, sangue nelle urine) a gravi (emorragie pericolose per la vita come le emorragie del sistema nervoso centrale, del tratto gastrointestinale o del cordone ombelicale ed emorragie potenzialmente disabilitanti come ematomi ed emartri).

## Classificazione
Si distinguono in congenite e acquisite.
Coagulopatie congenite:
- Deficit del fibrinogeno
- Deficit di protrombina
- Deficit del fattore V
- Deficit del fattore VII
- Deficit del fattore VIII (emofilia A e malattia di von Willebrand)
- Deficit del fattore IX (emofilia B)
- Deficit del fattore X
- Deficit fattore XI (emofilia C)
- Deficit fattore XII (malattia di Hageman)
- Deficit fattore XIII

Coagulopatie acquisite:
- Deficit nella sintesi epatica: epatopatie o avitaminosi K o malattia emorragica del neonato
- Inibitori della coagulazione: anticorpali o non anticorpali
- Coagulazione intravasale disseminata
- Iperfibrinolisi patologica